# Laevens 1

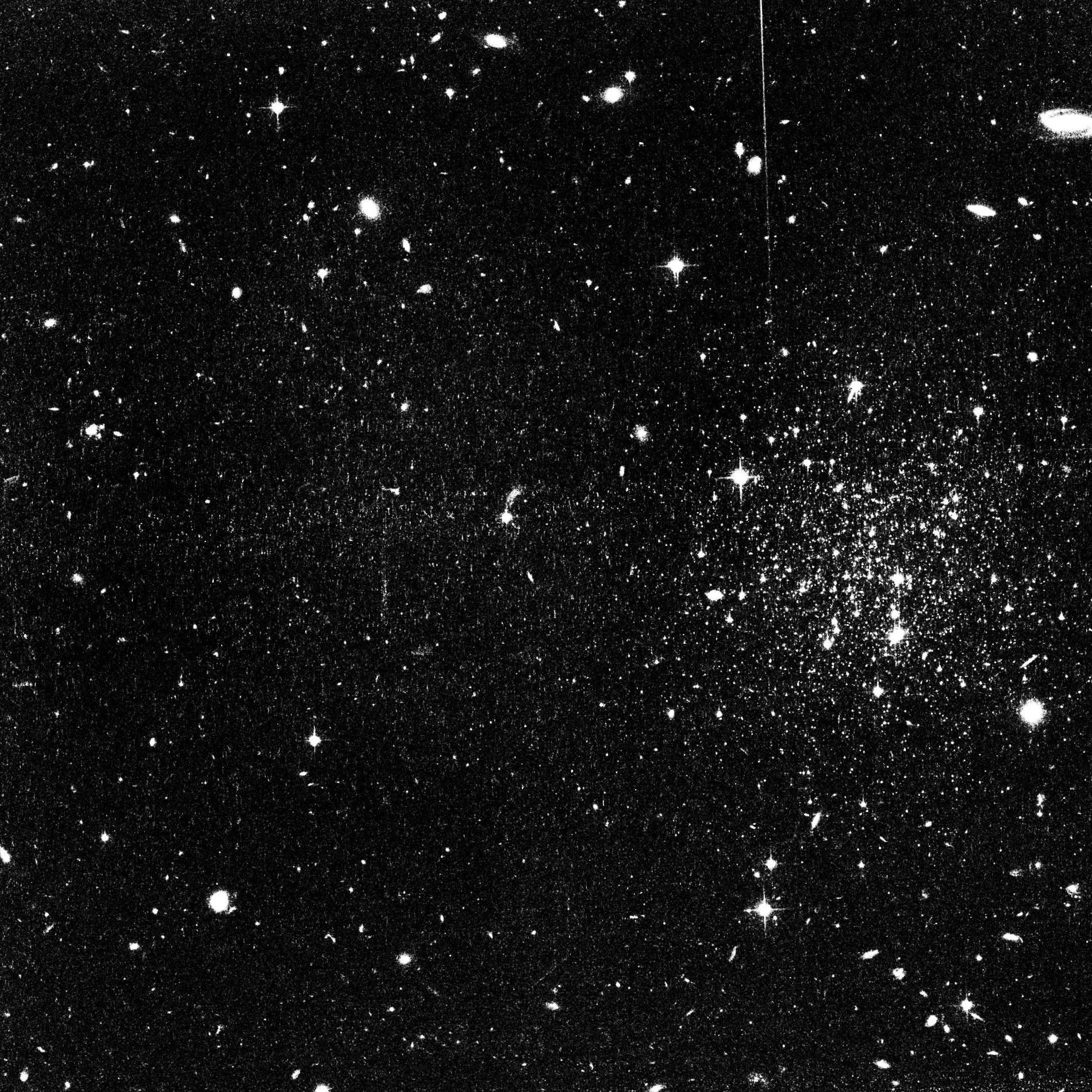
O aglomerado Laevens 1.

Laevens 1 é um aglomerado globular situado na constelação de Crater que foi descoberto em 2014. Ele está localizado a uma distância de 145 kpc (470 anos-luz) é o mais distante ramo globular da Via Láctea ainda conhecido, localizado no halo galáctico que rodeia a galáxia da Via Láctea. Com uma idade de apenas 7,5 Gyr, é provável que tenha sido incorporado em nossa galáxia muito tempo após a formação da Via Láctea, provavelmente durante uma interação com a Pequena Nuvem de Magalhães.